# Benavente (Portugal)
Benavente is een plaats en gemeente in het Portugese district Santarém.
De gemeente heeft een totale oppervlakte van 525 km² en telde 23.257 inwoners in 2001.

## Plaatsen in de gemeente
- Barrosa
- Benavente
- Samora Correia
- Santo Estêvão

## Geboren
- Gonçalo Guedes (1996), voetballer